# Laburnum alpinum
Laburnum alpinum, el codeso de los Alpes, es un árbol con flores leguminoso. Florece a finales de la primavera, luciendo panículos de flores amarillas del tamaño de guisantes.

## Sinonimia
- Laburnum alpinum var. pilosum (Wettst.) Koehne [1893, Deutsch. Dendrol. : 326]
- Cytisus alpinus var. pilosus Wettst. [1901, Oesterr. Bot. Z., 51 : 171]
- Cytisus laburnum subsp. alpinus (Mill.) Bonnier & Layens [1894, Fl. Fr. : 71]
- Cytisus angustifolius Moench [1794, Meth. : 145] [nom. illeg.]
- Cytisus alpinus Mill.[1]